# Vico (Bagnone)
Vico (Vic nel dialetto della Lunigiana) è una frazione del comune di Bagnone in provincia di Massa-Carrara, in alta Lunigiana, a circa 4 chilometri dal capoluogo comunale.

## La Frazione
Il borgo di Vico è ripartito in quattro contrade: Vico Chiesa (dove si trova la locale chiesa dedicata a Santa Maria Assunta), Vico Canneto, dominante dall'alto la vicina area pianeggiante su cui il paese si estende, Vico Monterole, corrispondente alla parte più elevata e isolata della frazione, e infine 'Vico Valle, la contrada più grande e popolosa che si sviluppa quasi a un chilometro di distanza dalla zona in cui è posizionata la Chiesa.
Attualmente Vico è la frazione più popolosa della valle del Bagnone (torrente) avendo goduto di una emigrazione di ritorno sia di persone pensionate, sia di giovani che hanno costituito famiglia proprio nel natìo borgo.

## Ubicazione
Vico si è sviluppato in un'ampia area pianeggiante delimitata a est dal torrente Acquetta, in direzione del Mulino di Vico e di Treschietto, e a ovest dai torrenti Redivalle e Fiumenta.
Alle sue spalle si estende il possente crinale appenninico, raggiungibile sia dalle valli del Fiumenta e del Redivalle, proiettate sul Monte Aquila (1.780 m) e sul Monte Brusa (1.796 m), sia dalla valle dell'Acquetta che sale fino al passo di Badignana (1.685 m) e al Monte Matto (Toscana) (1.503 m).

## Storia
Il borgo di Vico ha certamente un'origine romana propria di tutte le località richiamanti il termine vicus. La chiesa di Santa Maria Assunta è già citata intorno al XIII secolo come possedimento dei vescovi-conti di Luni.
Nel XIV secolo, decaduto il potere temporale dei vescovi-conti, le terre del bagnonese subirono l'influenza malaspiniana che durerà fino alla metà del XVIII secolo con il passaggio delle terre feudali all'Impero.
A Vico si approvarono gli Ordinamenti di Vico, una serie di regolamenti di gestione delle attività sociali che richiedevano l'affermazione di un sistema che potremmo oggi definire antesignano della Democrazia e che si concretò anche nelle vicine borgate di Treschietto e di Jera: possibilità di nominare dei rappresentanti popolari che interlocuissero con i nobili, introduzione o aumento di nuove gabelle solo a seguito di approvazione popolare, gestione comune di una parte dei terreni paesani a formare i cosiddetti beni sociali ancora oggi esistenti, ovvero comunioni indivise destinate ad un uso comune dei singoli partecipanti relativamente al diritto di passo, di legnatico, di fungatico e di pascolo.
Solo dopo la metà del XVIII secolo, dopo un breve interregno imperiale, le terre vichesi passarono al Granducato di Toscana prima e al Ducato di Parma e Piacenza poi.